# Złocieniec
Złocieniec (udtale: [zwɔˈt͡ɕɛɲɛt͡s], kashubisk: Walczembórg; tysk: Falkenburg) er en by i den østlige del af voivodskabet Vestpommern i den nordvestlige del af Polen. Byen har 12.373(2021) indbyggere og et areal på 32,22 km², og er administrationsby i powiatet Drawsko.

## Historie
Mellem det 7. og 6. århundrede f.Kr. var byens område stedet for en landsby, og området i Vestpommern blev bosat af Slaviske folkeslag i det 6.-8. århundrede. Området var en del af Polen under de første polske herskere Mieszko 1. af Polen og Bolesław 1. af Polen. I det 13. århundrede var det det nordligste område af Hertugdømmet Storpolen. Da byrettighederne blev givet, er det højst sandsynligt, at der blandt de tyske indbyggere i byen også var slaver fra Budów og Strzebłów-landsbyerne, der blev opløst. Byrettigheder blev givet af brødrene von Wedel den 13. december 1333. Fra 1373 var Złocieniec en af de nordligste byer i landene under den bøhmiske krone (eller Tjekkiske Lande) , styret af Huset Luxemburg. I 1402 indgik luxembourgerne en aftale med Kongeriget Polen i Kraków. Polen skulle købe og genindlemme Złocieniec og dens omgivelser, men til sidst solgte luxembourgerne byen til den Tyske Orden.
I 1668 blev byen næsten fuldstændig ødelagt af en brand. I det 18. århundrede blev den en del af Preussen og var efterfølgende en del af Tyskland fra 1871 til 1945.